# Histoire culturelle des fesses

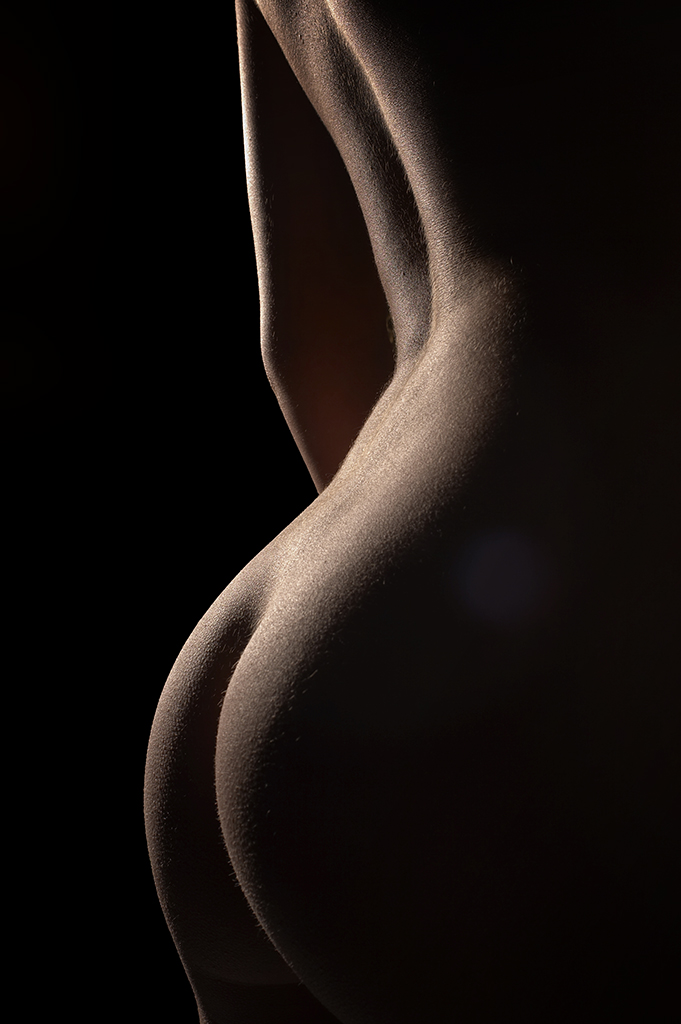
Un exemple de photographie érotique qui met en valeur les fesses

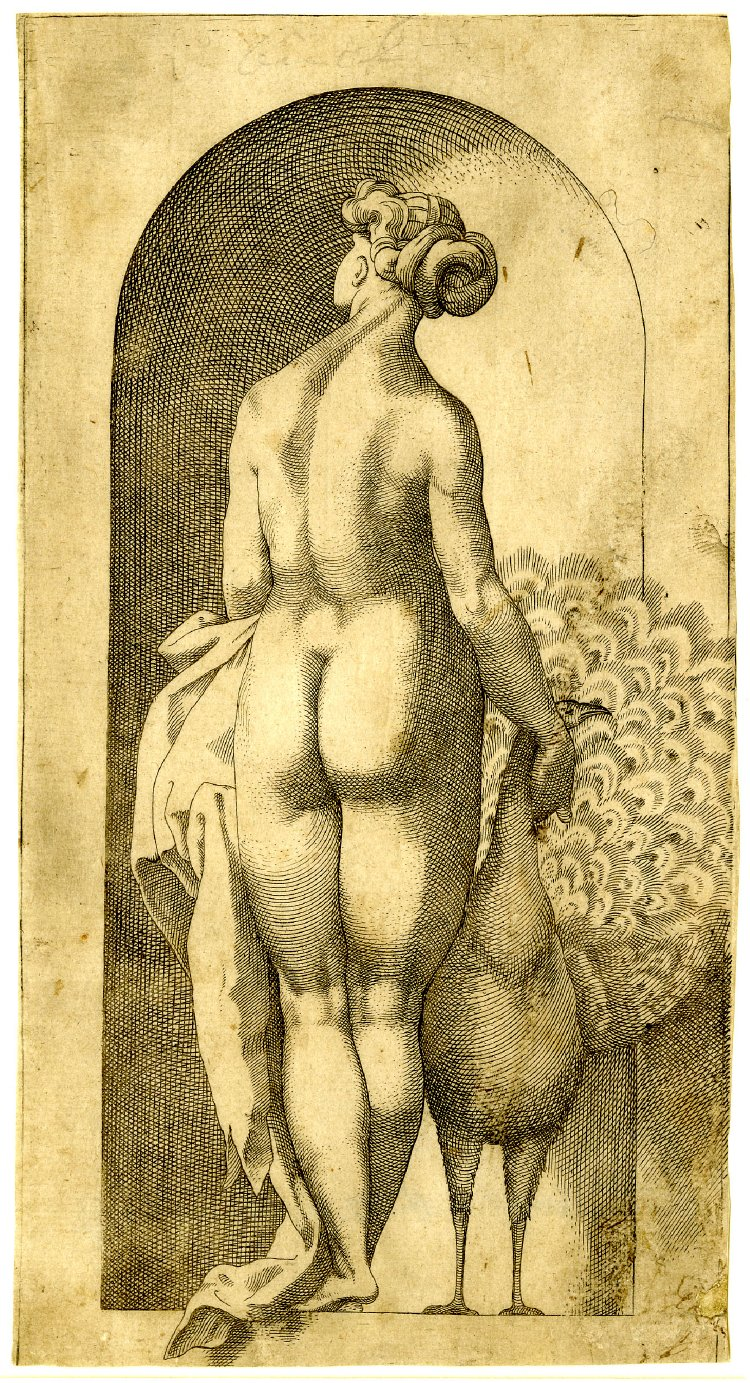
Le mouvement maniériste n'avait pas peur d'exagérer les proportions corporelles pour un effet jugé attractif ; Junon dans une niche, gravure de Jacopo Caraglio, probablement d'un dessin de Rosso Fiorentino, 1526.

La stylisation sous forme sexuelle des fesses, en particulier chez les femmes, s'est produite tout au long de l'histoire.

## Évolution de la signification
Le sexologue Alfred Kinsey a suggéré que les fesses sont le principal site de présentation sexuelle chez les primates. Certains anthropologues et sociobiologistes croient que le fétichisme du sein dérive de la similitude des seins avec les fesses, mais fournit plutôt une attraction sexuelle de l'avant du corps.
Chez l'humain, les femelles ont généralement des fesses plus rondes et voluptueuses, causées par les œstrogènes qui encouragent le corps à stocker la graisse dans les fesses, les hanches et les cuisses. La testostérone décourage le stockage des graisses dans ces parties. Les fesses de la femme contiennent donc plus de tissu adipeux que chez l'homme, surtout après la puberté. Les psychologues évolutionnistes suggèrent que les fesses arrondies peuvent avoir évolué comme un trait souhaitable car elles fournissent une indication visuelle de la jeunesse et de la fertilité de la femme. Aussi, ils signalent la présence d'œstrogènes et la présence de réserves de graisses suffisantes pour la grossesse et l'allaitement. De plus, les fesses donnent une indication de la forme et de la taille du bassin, ce qui a un impact sur la capacité de reproduction. Puisque le développement et la prononciation des fesses commencent à la ménarche et diminuent avec l'âge, les fesses pleines sont également un symbole de jeunesse,.
L'anthropologue biologique Helen B. Fisher déclare que « peut-être, les fesses charnues et arrondies attiraient les hommes lors des rapports sexuels par l'arrière ». Dans une étude récente, l'utilisation de modèles 3D et de la technologie de suivi des yeux a été testée et a montré que la légère poussée du dos d'une femme influence la façon dont les autres la perçoivent et attirent le regard des hommes et des femmes,. Bobbi S. Low et al. a déclaré que les fesses féminines « ont évolué dans le contexte des femmes en compétition pour l'attention et l'engagement parental des mâles puissants contrôlant les ressources » comme une « exposition honnête des réserves de graisse » qui ne pouvaient pas être confondues avec un autre type de tissu, bien que T.M. Caro ait rejeté cela comme étant la seule conclusion, affirmant que les dépôts graisseux féminins sur les hanches améliorent la condition physique individuelle de la femme, indépendamment de la sélection sexuelle.

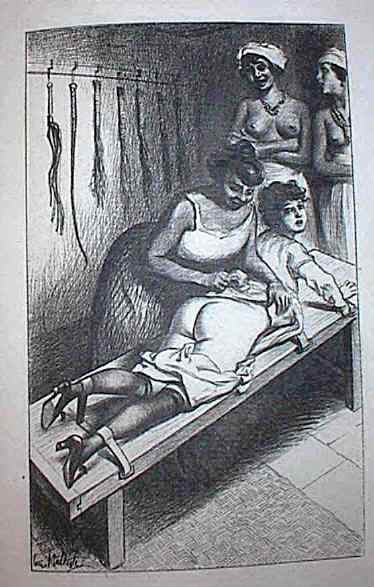
Fessée érotique de l'ère victorienne.

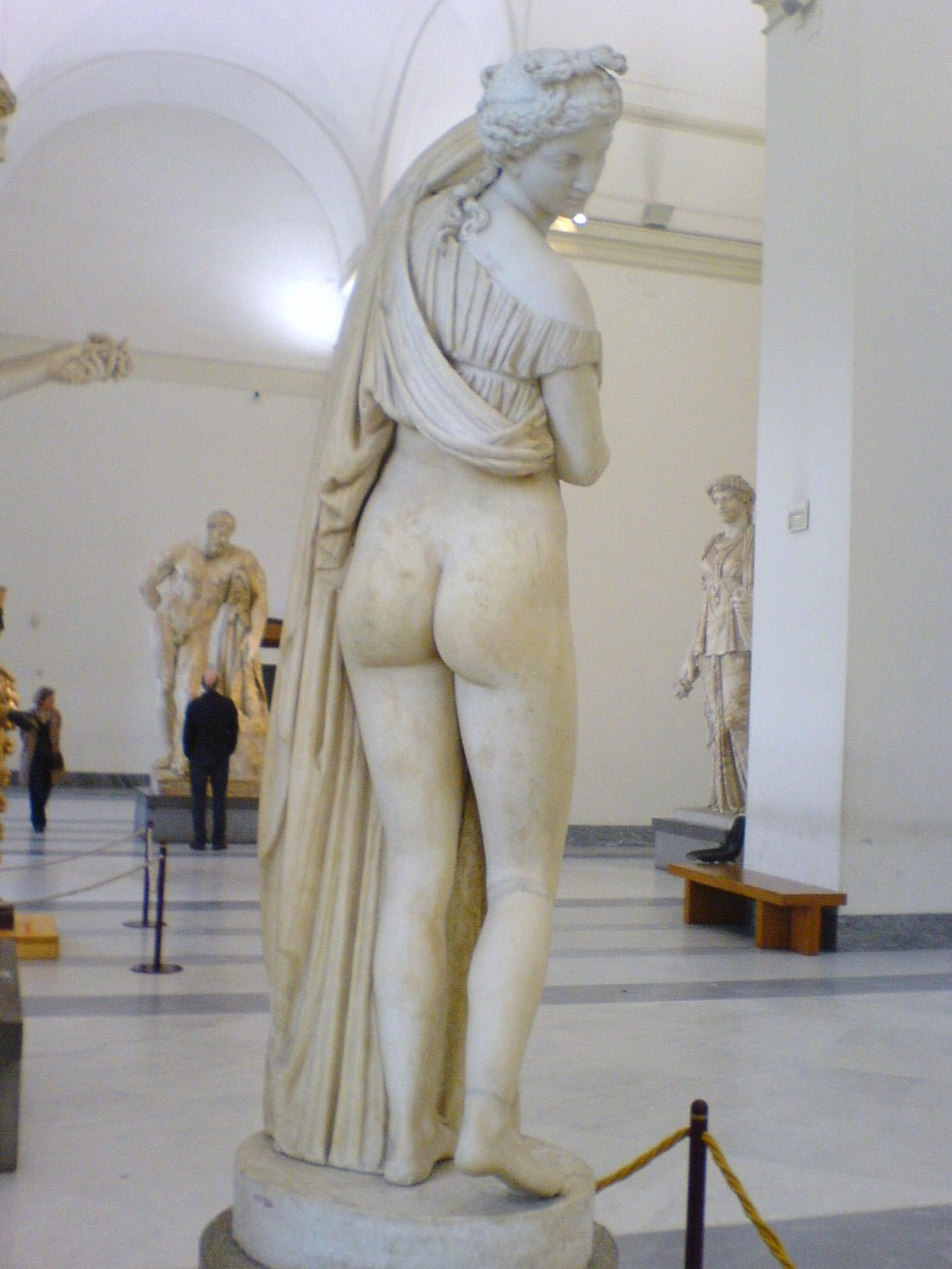
Vénus Kallipygos, une sculpture romaine (censée être basée sur un original grec) qui met l'accent sur les fesses.

Les fesses féminines sont un symbole de fertilité et de beauté depuis le début de l'histoire humaine. Des statues créées dès 24 000 avant notre ère, comme la Vénus de Willendorf, ont des fesses, des hanches et des cuisses exagérées
La beauté érotique des fesses féminines était importante dans la Grèce antique, où ont été créées des statues telles que Vénus Kallipygos (bien que seule une copie romaine possible subsiste), qui mettent l'accent sur les fesses. Les fesses nues étaient également considérées comme érotiques dans la Chine de la dynastie Ming, où elles étaient souvent comparées à la pleine lune brillante. De nombreux artistes posent des modèles pour souligner les fesses.
Certains Européens du XIXe siècle ont cherché à profiter de cette caractéristique unique des femmes africaines par l'objectivation et l'exploitation en exposant Saartjie Baartman dans un zoo humain.
Les fesses sont souvent taboues en raison de leur proximité avec l'anus et de leur association avec le système excrétoire. Le psychanalyste Sigmund Freud a émis l'hypothèse que le développement psychosexuel se produisait en trois étapes - orale, anale et génitale - et que la fixation au stade anal provoquait une rétention anale et une focalisation durable sur l'érotisation de l'anus.
La fessée érotique était populaire dans la Grande-Bretagne victorienne, peut-être en raison de la fétichisation et de l'érotisation des fesses. La fessée était importante dans la pornographie à cette époque, avec l'érotisme comme les délices de Lady Bumtickler et l' exposition des flagellantes féminines.
Dans Studies in the Psychology of Sex, publié en 1927 et rédigé par le médecin et psychologue sexuel britannique Havelock Ellis, il décrit les caractéristiques sexuelles culturelles des fesses. Il dit : 
« Ainsi, nous constatons, parmi la plupart des peuples d'Europe, d'Asie et d'Afrique, les principaux continents du monde, que les grosses hanches et les fesses des femmes sont communément considérées comme une caractéristique importante de la beauté. Ce caractère sexuel secondaire représente la déviation structurelle la plus décidée du type féminin par rapport au masculin, déviation exigée par la fonction reproductrice des femmes, et dans l'admiration qu'il suscite, la sélection sexuelle fonctionne donc en duo avec la sélection naturelle. »
Il ajoute que :
« L'artiste européen cherche fréquemment à atténuer plutôt qu'à accentuer les lignes protubérantes des hanches féminines, et il convient de noter que les Japonais considèrent également les petites hanches comme belles. Presque partout ailleurs, les grosses hanches et les fesses sont considérées comme une marque de beauté, et l'homme moyen est de cet avis même dans les pays les plus esthétiques. »
Ellis prétend également que les corsets et les tournures visent à souligner les fesses.
L'accent sur les fesses féminines en tant que caractéristique sexuelle a augmenté ces derniers temps selon Ray B. Browne, qui attribue le changement à la popularisation du jean : 
« L'accent mis sur le haut du torse féminin a récemment cédé la place à la partie inférieure du corps, en particulier les fesses. Un tel changement s'est produit tout récemment lorsque les jeans sont devenus à la mode. Afin de mettre l'accent sur la coupe, les fabricants de jeans ont accentué les hanches. Et après que le jean de marque est devenu si populaire avec le nom du créateur sur la poche de hanche, encore plus d'accentuation a été donnée à la partie postérieure. Plus les ventes de jeans ont augmenté, plus les publicités ont été utilisées, ce qui a mis en évidence la dérive, à tel point qu'en fait, cette zone particulière pourrait éventuellement dépasser les seins en tant qu'image sexuelle numéro un du corps féminin. »

## Mâles

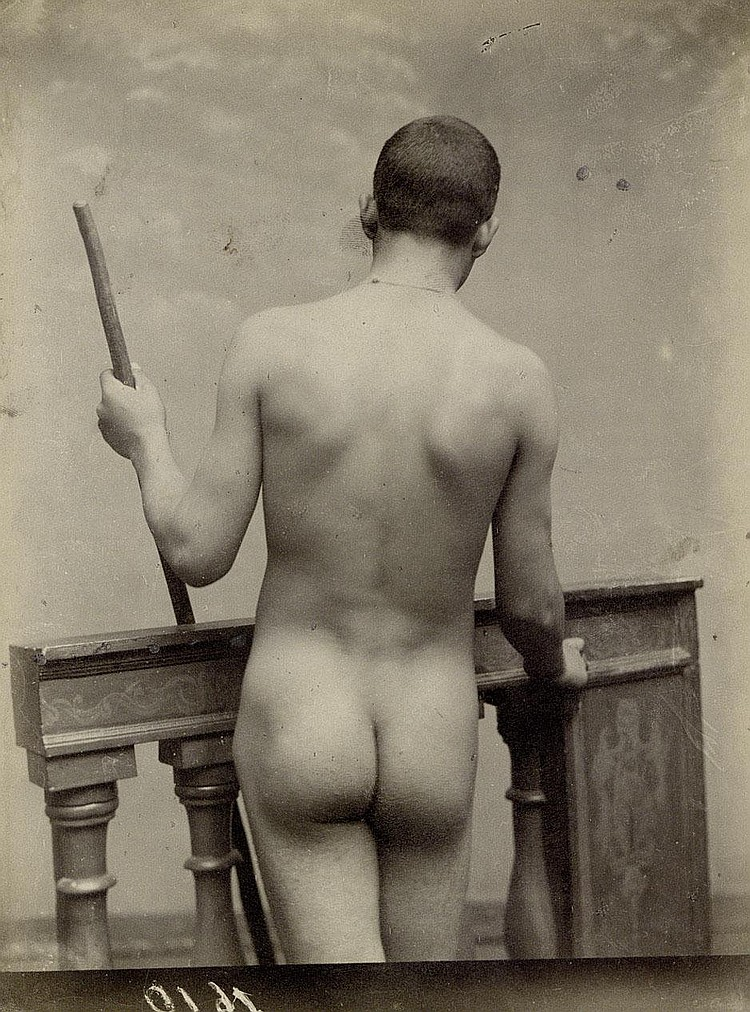
Un des nus masculins de Wilhelm von Gloeden soulignant les fesses.

Alors que les fesses des femmes sont souvent érotisées hétérosexuellement, les fesses des hommes sont considérées comme érogènes par de nombreuses femmes, et sont également érotisées dans l'homosexualité masculine qui se concentre souvent sur les rapports sexuels anaux,.

## Dans la culture populaire
De nombreuses chansons évoquent les fesses : 
- Leck mich im Arsch (1782)
- Shake Your Moneymaker (en) (1961)
- Vénus callipyge Georges Brassens (1964)
- Tush (1975)
- Les Fesses des Frères Jacques (1975)
- (Shake, Shake, Shake) Shake Your Booty (1976) [16]
- Fat Bottomed Girls (1978)
- Da Butt (1988)
- Pourvu qu'elles soient douces (1988)
- Baby Got Back (en) (1992)
- Rump Shake (1992)
- Back That Thang Up (1999)
- Thong Song (en) (1999) [17]
- See You Baby (Shakin 'That Ass) (1999)
- Shake Ya Ass (2000)
- Bootylicious (2001)
- Salt Shaker (2003)
- Shake Ya Tailfeather (2003)
- Ass Like That (2004)
- Swing (2005)
- Check on It (2005)
- Honky_Tonk_Badonkadonk (en) (2005)
- My Humps (2005)
- Shake That (2006)
- Dance (A$$) (2011)
- Bubble Butt (2013) [18]
- Wiggle (2014)
- Anaconda (2014)
- Booty (en) (2014)

Depuis le début des années 2000, les chansons sur les fesses féminines ont proliféré, en particulier dans les genres hip-hop, reggae / Dancehall et R&B.

## Fétichisme
Un fétichisme sexuel fesses ou un partialisme des fesses fait référence à une condition dans laquelle les fesses deviennent un foyer principal de l'attention sexuelle. Elle peut être associée à la coprophilie, au fétichisme de la culotte, à l'éproctophilie et aux châtiments corporels sadomasochistes impliquant les fesses. La pygophilie fait référence à l'excitation sexuelle causée par les fesses.

### Documentaires
- Les deux font la paire : une histoire de fesses, d'Anne-Sophie Levy-Chambon, France, 2010, 55 min.
- La Face cachée des fesses, de Caroline Pochon et Allan Rothschild, France, 2010, 56 min (DVD).